# Andrés Molteni
Andrés Molteni (anˈdɾez molˈteni; molˈteːni, Buenos Aires, 15 de març de 1988) és un tennista professional argentí. Competeix principalment a l'ATP Challenger Tour i a l'ITF Futures, tant en individual com en dobles. El seu lloc més alt mai en individuals a l'ATP és el número 181, aconseguit el maig de 2011, i en dobles el número 43, aconseguit el juliol de 2017.

## Palmarès

### Dobles masculins: 28 (18−10)
| Llegenda                          |
| --------------------------------- |
| Grand Slams (0−0)                 |
| ATP Finals (0−0)                  |
| ATP World Tour Masters 1000 (1−1) |
| ATP World Tour 500 (4−2)          |
| ATP World Tour 250 (13−7)         |

| Títols per superfície |
| --------------------- |
| Dura (7−4)            |
| Gespa (0−0)           |
| Terra batuda (11−6)   |

| Resultat  | Núm. | Data                   | Torneig                     | Superfície   | Parella           | Oponents                            | Marcador               |
| --------- | ---- | ---------------------- | --------------------------- | ------------ | ----------------- | ----------------------------------- | ---------------------- |
| Finalista | 1.   | 1 de maig de 2016      | Istanbul, Turquia           | Terra batuda | Diego Schwartzman | Flavio Cipolla Dudi Sela            | 3−6, 7−5, [7−10]       |
| Guanyador | 1.   | 7 d'agost de 2016      | Atlanta, Estats Units       | Dura         | Horacio Zeballos  | Johan Brunström Andreas Siljeströms | 7−6(2), 6−4            |
| Guanyador | 2.   | 27 de maig de 2017     | Lió, França                 | Terra batuda | Adil Shamasdin    | Marcus Daniell Marcelo Demoliner    | 6−3, 3−6, [10−5]       |
| Guanyador | 3.   | 23 de juliol de 2017   | Umag, Croàcia               | Terra batuda | Guillermo Durán   | Marin Draganja Tomislav Draganja    | 6−3, 6−7(4), [10−6]    |
| Guanyador | 4.   | 18 de febrer de 2018   | Buenos Aires, Argentina     | Terra batuda | Horacio Zeballos  | J.S. Cabal Robert Farah             | 6−3, 5−7, [10−3]       |
| Finalista | 2.   | 29 d'abril de 2018     | Budapest, Hongria           | Terra batuda | Matwé Middelkoop  | Dominic Inglot Franko Škugor        | 7−6(8), 1−6, [8−10]    |
| Guanyador | 5.   | 5 d'agost de 2018      | Kitzbühel, Àustria          | Terra batuda | Roman Jebavý      | Daniele Bracciali Federico Delbonis | 6−2, 6−4               |
| Guanyador | 6.   | 10 de febrer de 2019   | Córdoba, Argentina          | Terra batuda | Roman Jebavý      | Máximo González Horacio Zeballos    | 6−4, 7−6(4)            |
| Finalista | 3.   | 19 d'octubre de 2019   | Moscou, Rússia              | Dura         | Simone Bolelli    | Marcelo Demoliner Matwé Middelkoop  | 1−6, 2−6               |
| Finalista | 4.   | 9 de febrer de 2020    | Córdoba                     | Terra batuda | Leonardo Mayer    | Marcelo Demoliner Matwé Middelkoop  | 3−6, 6−7(4)            |
| Finalista | 5.   | 10 d'abril de 2021     | Càller, Itàlia              | Terra batuda | Simone Bolelli    | Lorenzo Sonego Andrea Vavassori     | 3−6, 4−6               |
| Guanyador | 7.   | 26 de setembre de 2021 | Nursultan, Kazakhstan       | Dura (i)     | Santiago González | Jonathan Erlich Andrei Vasilevski   | 6−1, 6−2               |
| Guanyador | 8.   | 14 de novembre de 2021 | Estocolm, Suècia            | Dura (i)     | Santiago González | A-u-H. Qureshi Jean-Julien Rojer    | 6−2, 6−2               |
| Guanyador | 9.   | 6 de febrer de 2022    | Córdoba (2)                 | Terra batuda | Santiago González | Andrej Martin T-S. Weissborn        | 7−5, 6−3               |
| Guanyador | 10.  | 13 de febrer de 2022   | Buenos Aires (2)            | Terra batuda | Santiago González | Fabio Fognini Horacio Zeballos      | 6−1, 6−1               |
| Finalista | 6.   | 2 d'octubre de 2022    | Tel-Aviv, Israel            | Dura         | Santiago González | Rohan Bopanna Matwé Middelkoop      | 2−6, 4−6               |
| Guanyador | 11.  | 16 d'octubre de 2022   | Gijón, Espanya              | Dura (i)     | Máximo González   | Nathaniel Lammons Jackson Withrow   | 6−7(6), 7−6(4), [10−5] |
| Finalista | 7.   | 30 d'octubre de 2022   | Viena, Àustria              | Dura (i)     | Santiago González | Alexander Erler Lucas Miedler       | 3−6, 6−7(1)            |
| Guanyador | 12.  | 12 de febrer de 2023   | Córdoba (3)                 | Terra batuda | Máximo González   | Sadio Doumbia Fabien Reboul         | 6−4, 6−4               |
| Guanyador | 13.  | 26 de febrer de 2023   | Rio de Janeiro, Brasil      | Dura         | Máximo González   | J.S. Cabal Marcelo Melo             | 6−1, 7−6(3)            |
| Guanyador | 14.  | 23 d'abril de 2023     | Barcelona, Espanya          | Terra batuda | Máximo González   | Wesley Koolhof Neal Skupski         | 6−3, 6−7(7), [10−4]    |
| Guanyador | 15.  | 6 d'agost de 2023      | Washington DC, Estats Units | Dura         | Máximo González   | Mackenzie McDonald Ben Shelton      | 6−7(4), 6−2, [10−8]    |
| Guanyador | 16.  | 20 d'agost de 2023     | Cincinnati, Estats Units    | Dura         | Máximo González   | Jamie Murray Michael Venus          | 3−6, 6−1, [11−9]       |
| Guanyador | 17.  | 11 de febrer de 2024   | Córdoba (2)                 | Terra batuda | Máximo González   | Sadio Doumbia Fabien Reboul         | 6−4, 6−1               |
| Guanyador | 18.  | 21 d'abril de 2024     | Barcelona (2)               | Terra batuda | Máximo González   | Hugo Nys Jan Zieliński              | 4−6, 6−4, [11−9]       |
| Finalista | 8.   | 13 d'octubre de 2024   | Xangai, Xina                | Dura         | Máximo González   | Wesley Koolhof Nikola Mektić        | 4−6, 4−6               |
| Finalista | 9.   | 2 de març de 2025      | Santiago, Xile              | Terra batuda | Máximo González   | Nicolás Barrientos R.C. Bollipalli  | 3−6, 2−6               |
| Finalista | 10.  | 24 de juliol de 2025   | Hamburg, Alemanya           | Terra batuda | Fernando Romboli  | Simone Bolelli Andrea Vavassori     | 4−6, 0−6               |

## Trajectòria

### Dobles masculins
| Open d'Austràlia | A           | A           | A           | A   | A           | A           | A           | A   | A           | A           | A           | A     | 1R          | 1R          | 1R          | 3R          | 1R    | 1R | 1R | QF | 0 / 8     | 5 – 8     |
| Roland Garros | A           | A           | A           | A   | A           | A           | A           | A   | A           | A           | A           | 2R    | 3R          | 1R          | 1R          | 2R          | 1R    | 1R | QF |    | 0 / 8     | 7 – 8     |
| Wimbledon | A           | A           | A           | A   | A           | A           | A           | A   | A           | A           | A           | 1R    | 1R          | 2R          | 1R          | NC          | 1R    | 3R | 2R |    | 0 / 7     | 4 – 7     |
| US Open | A           | A           | A           | A   | A           | A           | A           | A   | A           | A           | A           | 2R    | 1R          | 3R          | 1R          | A           | 3R    |    | QF |    | 0 / 6     | 8 – 6     |
| Jocs Olímpics | No celebrat | No celebrat | No celebrat | A   | No celebrat | No celebrat | No celebrat | A   | No celebrat | No celebrat | No celebrat | A     | No celebrat | No celebrat | No celebrat | No celebrat | 1R    | NC | NC |    | 0 / 1     | 0 − 1     |
| Total Victòries–Derrotes                                                                                                  | 0−0         | 0−0         | 0−0         | 0−0 | 0−0         | 0−1         | 0−0         | 0−0 | 0−0         | 0−0         | 3−4         | 16−13 | 19−20       | 22−18       | 18−21       | 7−8         | 27−24 |    |    |    | 119 – 112 | 119 – 112 |
| Rànquing a final d'any | 1099        | 737         | 616         | 623 | 283         | 226         | 168         | 188 | 160         | 171         | 80          | 55    | 48          | 48          | 59          | 65          | 46    |    |    |    |           |           |
| Llegenda: G: Guanyador; F: Finalista; SF: Semifinalista; QF: Quarts de final; Q: Qualificació; A: Absent; RR: Round Robin |             |             |             |     |             |             |             |     |             |             |             |       |             |             |             |             |       |    |    |    |           |           |